# Otto Kerwien
Otto Kerwien (* 1860; † 17. Dezember 1907 in Potsdam; vollständiger Name: Julius Otto Kerwien) war ein deutscher Architekt.
Kerwien entwarf hauptsächlich Gebäude in historistischer Architektur in Potsdam und in den südlichen Vororten Berlins. Er bediente sich hierbei vornehmlich der Stile der Neugotik und des Neubarocks.
Kerwien war mit Nanny Kerwien geb. Brinn verheiratet. Insgesamt ist über das Leben Kerwiens bis heute wenig bekannt.

## Bauten

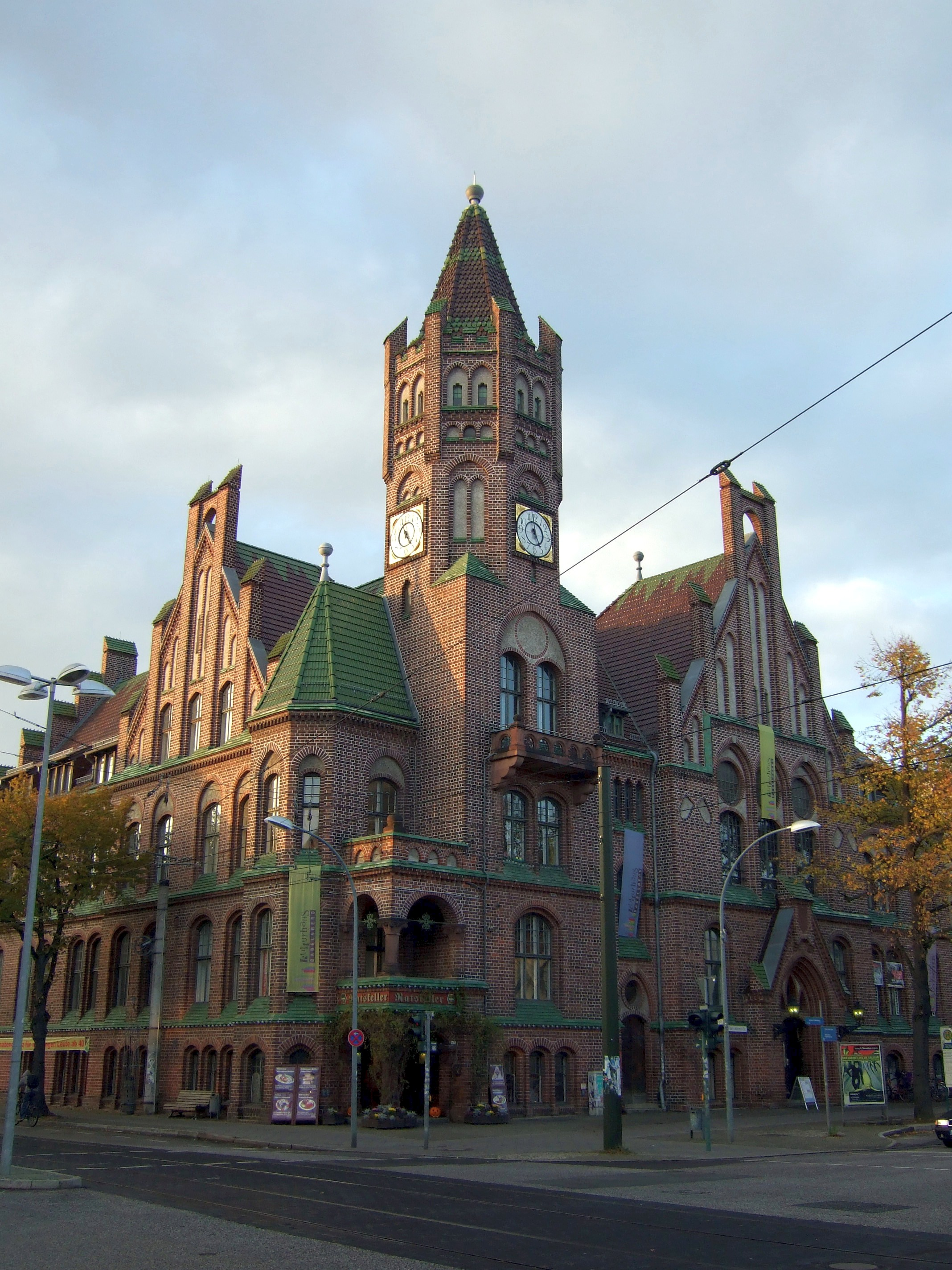
Rathaus Babelsberg

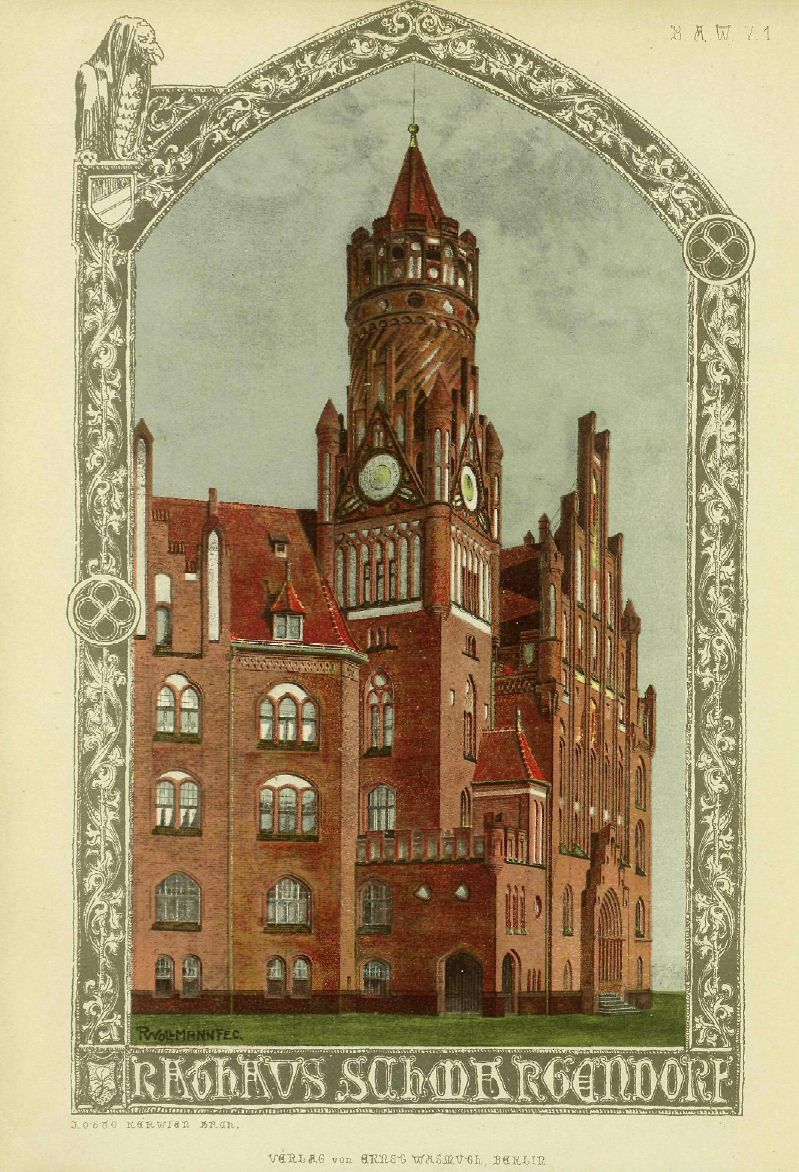
Rathaus Schmargendorf

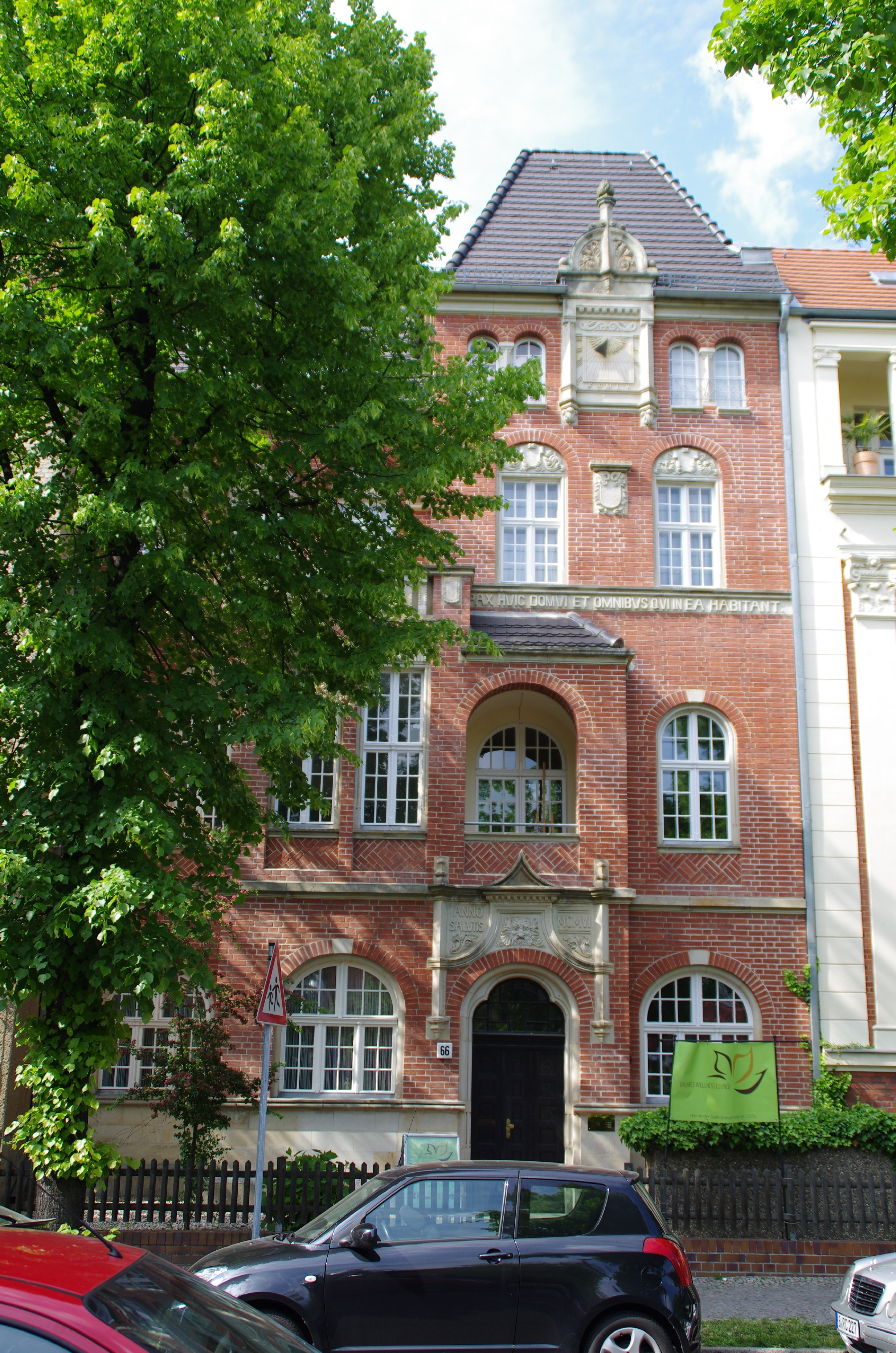
Eigenes Wohnhaus mit Atelier in Potsdam

- 1883: Umbau der 1. Gemeindeschule in (Berlin-)Mariendorf (heute Tempelhof-Museum; unter Denkmalschutz)[1]
- 1896: Mehrfamilienwohnhaus in Potsdam, Brandenburger Vorstadt, Stiftstraße (unter Denkmalschutz)[2]
- 1896–1897: Mehrfamilienwohnhaus in Potsdam, Berliner Vorstadt, Mangerstraße[3]
- 1897–1898: Mehrfamilienwohnhaus in Potsdam, Jägervorstadt, Jägerallee 15[4]
- 1898–1899: Rathaus Nowawes (heute unter Denkmalschutz)[5]
- 1900–1902: Rathaus Schmargendorf in (Berlin-)Schmargendorf (unter Denkmalschutz)[6][7]
- 1901–1903: Alte Synagoge in Potsdam[3]
- 1904: Wohn- und Geschäftshaus in Potsdam, Friedrich-Ebert-Straße 10 (unter Denkmalschutz)[8]
- 1904: Stadthalle in Lübeck[9]
- 1906: eigenes Wohnhaus mit Atelier in Potsdam, Burggrafenstraße 66 (heute Gutenbergstraße 66; unter Denkmalschutz)[10]
- 1907–1908: Rudolf-Hildebrand-Grundschule in (Berlin-)Mariendorf (unter Denkmalschutz)[11]
- 1907–1908: 13. Grundschule in (Berlin-)Wilhelmsruh (unter Denkmalschutz)[12]